# Skorpionen (stjärnbild)
För andra betydelser, se Skorpionen.
Skorpionen (Scorpius på latin) är den sydligaste stjärnbilden på ekliptikan. Den är en av de 88 moderna stjärnbilder som erkänns av den internationella astronomiska unionen.
Skorpionen ligger nära riktningen mot Vintergatans centrum och innehåller således talrika ljusstarka stjärnor. Skorpionen innehåller åtskilliga öppna stjärnhopar, flera klotformiga stjärnhopar och flera intressanta planetariska nebulosor. 
Skorpionen är också en av zodiakens stjärntecken med symbolen .

## Historik
Skorpionen var en av de 48 konstellationerna som listades av astronomen Klaudios Ptolemaios i hans samlingsverk Almagest.
I antikens Grekland var stjärnbilden mycket större och bestod av två halvor. Den ena halvan var skorpionens kropp och gadd, den andra bestod av klorna och kallades Chelae (“klor)”. Under första århundradet f. Kr. omtolkade romarna klorna till en ny stjärnbild, Vågen.

## Mytologi
Jägaren Orion skröt om att han skulle döda alla djur på jorden, och när det inte gick att stoppa honom på annat sätt, blev jordens gudinna, Gaia, till slut tvungen att skicka en skorpion, som skulle sticka honom i hälen. När skorpionen gjorde detta, dog Orion av dess gift. Efter denna händelse fick också Skorpionen bli en stjärnbild, men på en annan del av stjärnhimmeln än Orion.

## Stjärnor

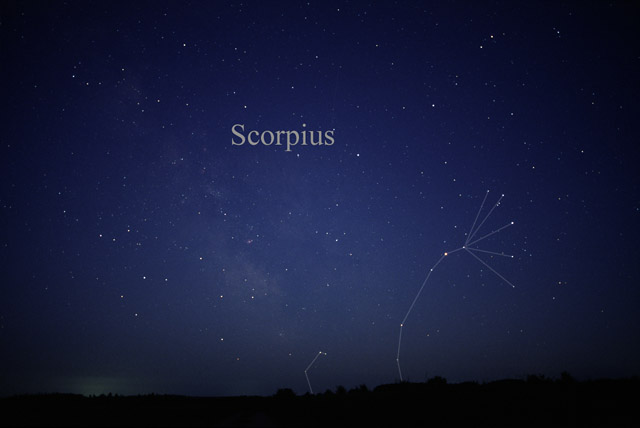
Stjärnbilden Skorpionen (Scorpius) som den kan ses med blotta ögat.

Skorpionen är en stjärnbild som innehåller många ljusstarka stjärnor, bland annat Antares, som fått sitt namn av att den skiner ikapp med planeten Mars.
- α - Antares (Alfa Scorpii) är en röd superjätte av magnitud 0,96. Den är nummer 16 på listan över stjärnhimlens ljusstarkaste stjärnor. Den är en variabel stjärna som varierar i ljusstyrka mellan 0,88 och 1,16. Egennamnet Antares kommer från gammelgrekiskans Άντάρης, som ska översättas “anti-Ares” eller “Mars rival”. Det anspelar på den röda färgen och ljusstyrkan, som gör att den konkurrerar med planeten Mars, som på grekiska hette Ares.[5]
- λ - Lambda Scorpii (Shaula) är en multipelstjärna som är nummer 25 av stjärnhimlens starkaste med magnitud 1,62.
- β - Beta Scorpii (Acrab, Graffias) är en annan multipelstjärna med den kombinerade magnituden 2,63.
- δ - Delta Scorpii (Dschubba, Iclarcrau, Iclarkrav) är av magnitud 2,31.
- θ - Theta Scorpii (Sargas) är en ljusgul jättestjärna av spektralklass F0 II och magnitud 1,87. Namnet Sargas är av sumeriskt ursprung.
- ε - Epsilon Scorpii är en jätte av spektraltyp K1 III och magnitud 2,31.
- κ - Kappa Scorpii (Girtab) är en spektroskopisk dubbelstjärna.
- π - Pi Scorpii är en trippelstjärna med den kombinerade magnituden 2,9.
- ν - Ny Scorpii (Jabbah, 14 Scorpii) är också en multipelstjärna. Den lyser upp reflektionsnebulosan IC 4592.
- ξ - Xi Scorpii är också en multipelstjärna bestående av åtminstone fem stjärnor där de två starkaste är av magnitud 4,8 och 5,1.
- σ - Sigma Scorpii (Al Niyat) är ett stjärnsystem med den kombinerade magnituden 2,88. Egennamnet Al Niyat (eller Alniyat) delar stjärnan med Tau Scorpii
- τ - Tau Scorpii (Al Niyat) är en dvärgstjärna med magnitud 2,82.
- U Scorpii är en av tio kända rekurrenta novor i Vintergatan. Den är normalt av magnitud 18, men når vid utbrotten upp till magnitud 8. Det senaste utbrottet skedde 2010 och nästa förväntas ske ungefär 2020.[6]
- υ - Ypsilon Scorpii (Lesath) är av magnitud 2,70.
- ω - Omega Scorpii (Jabhat al Akrab) är en dubbelstjärna där komponenterna har magnitud 3,93 och 4,31.
- G Scorpii är en orange jätte med magnitud 3,21. Den hade tidigare namnet Gamma Telescopii.
- η - Eta Scorpii är en gulvit stjärna som håller på att utveckla till jätte. Den har magnitud 3,33.
- μ - My Scorpii är en dubbelstjärna där komponenterna är åtskilda 0,1°. Den kombinerade ljusstyrkan är 3,04.
- Pismis 24-1 (HDE 319718) är den största stjärnan i den öppna stjärnhopen Pismis 24. Den är av magnitud 10,43 och har en absolut magnitud av -6,3. Stjärnan är en av de mest luminiösa stjärnor som astronomerna känner till.[7]
- Wray 17-96 är också en av de mest luminiösa stjärnor som astronomerna känner till. Den anses vara en LBV-variabel och har en absolut magnitud av -10,8, vilket är 1,8 miljoner gånger solens luminositet.[8]

## Djuprymdsobjekt
Stjärnbilden innehåller flera Messierobjekt och åtskilliga andra intressanta objekt.

### Stjärnhopar
- Messier 4 (NGC 6121) är en klotformig stjärnhop av magnitud 5,9. Stjärnhopens ålder är beräknad till 12,2 miljarder år.
- Messier 6 (Fjärilshopen, NGC 6405) och Messier 7 (Ptolemaios stjärnhop, NGC 6475) är två öppna stjärnhopar i närheten av Skorpionens gadd. De är av magnitud 4,2 respektive 3,3 och kan därför både ses för blotta ögat. M 7 kallas också Ptolemaios stjärnhop eftersom den grekiske astronomer dokumenterade objektet, dock som en nebulosa.
- Messier 80 (NGC 6093) är en klotformig stjärnhop som består av hundratusentals stjärnor och som är en av de tätaste stjärnhoparna i vår galax. En nova observerades i stjärnhopen i april 1860, Nova 1860 AD (T Scorpii).[10]
- NGC 6124 (Caldwell 75) och NGC 6231 (Caldwell 76) är öppna stjärnhopar.
- NGC 6242 är en öppen stjärnhop av magnitud 6,4.
- NGC 6281 är en öppen stjärnhop, den ljusstarkaste I Skorpionens stjärnbild.

### Nebulosor
- NGC 6072 är en planetarisk nebulosa.
- NGC 6302 (Fjärilsnebulosan, Caldwell 69) är en bipolar planetarisk nebulosa.
- NGC 6334 (Gum 64) är en emissionsnebulosa.
- NGC 6357 är en emissionsnebulosa. Den innehåller den öppna stjärnhopen Pismis 24, med den tidigare beskrivna stjärnan Pismis 24-1.

## Landskapsstjärnbild
Skorpionen är Smålands landskapsstjärnbild.